# Slåttholmen (Sveio)
Ne doit pas être confondu avec Slåttholmen.
Slåttholmen est une île norvégienne dans le landskap Sunnhordland du comté de Vestland. Elle appartient administrativement à Sveio.

## Géographie
Rocheuse et désertique, à fleur d'eau, elle s'étend sur environ 84 m de longueur pour une largeur approximative de 56 m. 